# Ougapia spaldingi
Ougapia spaldingi е вид сухоземно коремоного от семейство Rhytididae.

## Разпространение
Видът е ендемичен за Австралия.